# Biancaea decapetala
Biancaea decapetala (synoniem: Caesalpinia decapetala) is een plant uit de vlinderbloemenfamilie. Het is een uit India afkomstige tropische boomsoort die als invasieve soort over grote delen van de wereld door de mens is verspreid.

## Beschrijving

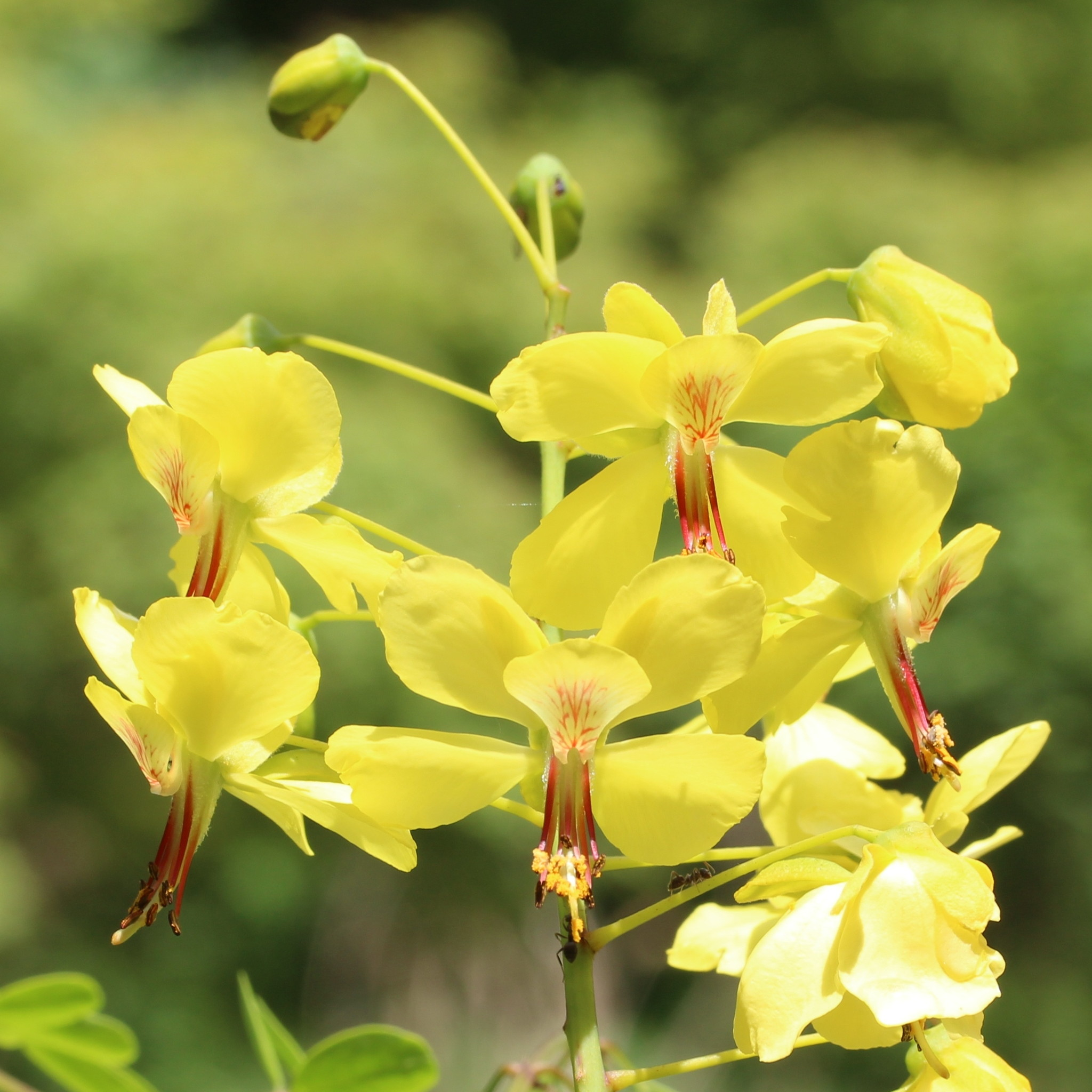
Bloem
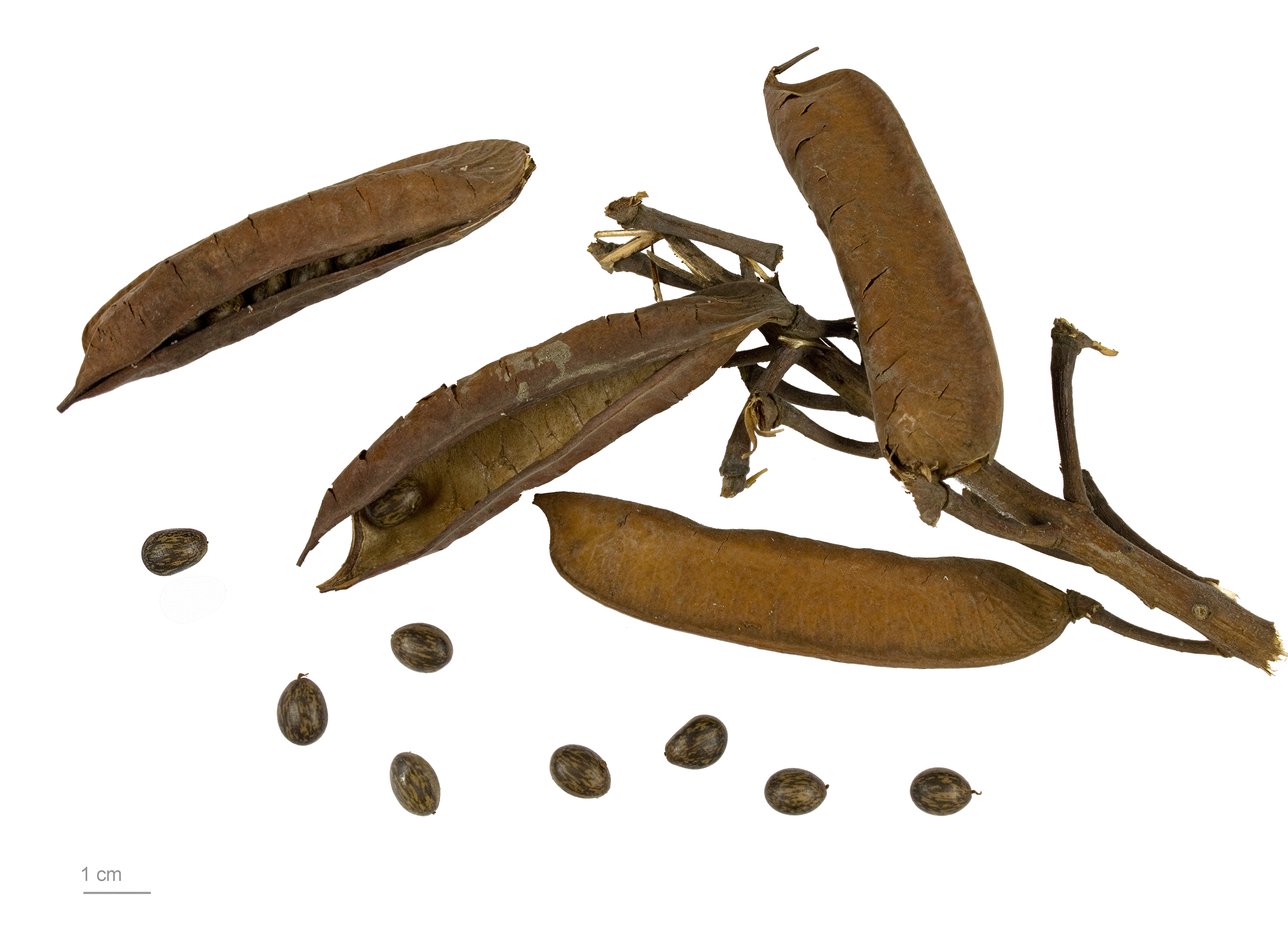
Peulen van de plant

Het is een forse, doornachtige altijd groen blijvende struik of boom die 2 tot 4 meter hoog kan worden en als klimplant een hoogte van meer dan 10 meter kan bereiken. Deze plant vorm dichte struiken en op de stengels of stam van de boom zitten verspreid een groot aantal doornen. De samengesteld geveerde bladeren zijn donkergroen en tot 30 cm lang, de deelblaadjes zijn tot 8 mm breed. De bloemen zijn geel en zitten in trossen die 10 tot 40 cm lang zijn. De vruchten zijn bruine, houtige, platte, gladde peulen die ongeveer 8 cm lang zijn.

## Exoot
De plant werd geïntroduceerd op onder andere de Fiji, Frans-Polynesië, Hawaï, Nieuw-Caledonië, Norfolk Island, Australië, China, Japan, Korea, Indonesië, Maleisië, Filipijnen, Thailand, Vietnam, Mauritius, Réunion, Rodrigues en zuidelijk Afrika. De plant heeft zich op veel plaatsen ontwikkeld als een invasieve soort (exoot) die ernstige ecologische problemen veroorzaakt vooral in natuurgebieden waarbij behoud van de oorspronkelijke vegetatie de voornaamste beheerdoelstelling is. Maar ook in cultuurland kunnen grote problemen ontstaan omdat de plant ondoordringbare doornstruiken vormt, hoog tegen bomen op klimt, weidegronden ontoegankelijk maakt voor vee en bospaden overwoekert.

## Bron
- Dit artikel of een eerdere versie ervan is een (gedeeltelijke) vertaling van het artikel Caesalpinia decapetala op de Engelstalige Wikipedia, dat onder de licentie Creative Commons Naamsvermelding/Gelijk delen valt. Zie de bewerkingsgeschiedenis aldaar.